# 14e étape du Tour d'Italie 2012
La 14e étape du Tour d'Italie 2012 s'est déroulée le samedi 19 mai 2012, entre les villes de Cherasco et la station de ski de Cervinia sur 206 km. Elle a été remportée par le Costaricien Andrey Amador, de l'équipe Movistar. Le Canadien Ryder Hesjedal (Garmin-Barracuda), quatrième de l'étape, prend la tête du classement général.

## Parcours de l'étape
Les coureurs prennent le départ à Cherasc. Après avoir roulé près de 140 km sur du plat, mis à part une petite bosse non répertoriée, les concurrents entameront l'ascension du col de Joux (1ère cat.) long de 22,5 km puis après une descente de presque 20 km ils escaladeront l'interminable montée vers la station de Cervinia où sera jugée l'arrivée de cette 14e étape.

## Déroulement de la course
181 coureurs sont au départ : Matthew Goss, Brett Lancaster (Orica-GreenEDGE), Mark Renshaw (Rabobank) et Juan José Haedo (Saxo Bank) sont non-partants.
Andrey Amador (Movistar) s'adjuge la première étape de montagne de ce Giro, en devançant ses compagnons d'échappée Jan Bárta (NetApp) et Alessandro De Marchi (Androni Giocattoli-Venezuela). Ryder Hesjedal (Garmin-Barracuda) attaque à 3 km de l'arrivée et termine à 20 secondes, reprenant ainsi la tête du classement général, le groupe maillot rose, réglé par Paolo Tiralongo (Astana), terminant à 46 secondes du vainqueur du jour. Son coéquipier Roman Kreuziger perd 6 secondes sur ce groupe, Sandy Casar (FDJ-BigMat) et José Rujano (Androni Giocattoli-Venezuela) 20. Au classement général, Hesjedal possède 9 secondes d'avance sur Joaquim Rodríguez (Katusha) et 41 sur Paolo Tiralongo. Sandy Casar, Ivan Basso (Liquigas-Cannondale), Roman Kreuziger et Beñat Intxausti (Movistar) sont à un peu plus d'une minute et Rigoberto Urán (Sky), nouveau maillot blanc, Michele Scarponi (Lampre-ISD) et Domenico Pozzovivo (Colnago-CSF Inox) aux alentours d'1 minute 20 secondes.

## Classement de l'étape
|    | Coureur              | Pays       | Équipe                       |    | Temps           |
| -- | -------------------- | ---------- | ---------------------------- | -- | --------------- |
| 1  | Andrey Amador        | Costa Rica | Movistar                     | en | 5 h 33 min 36 s |
| 2  | Jan Bárta            | Tchéquie   | NetApp                       | +  | 0 s             |
| 3  | Alessandro De Marchi | Italie     | Androni Giocattoli-Venezuela |    | 2 s             |
| 4  | Ryder Hesjedal       | Canada     | Garmin-Barracuda             |    | 20 s            |
| 5  | Paolo Tiralongo      | Italie     | Astana                       |    | 46 s            |
| 6  | Rigoberto Urán       | Colombie   | Sky                          |    | 46 s            |
| 7  | Joaquim Rodríguez    | Espagne    | Katusha                      |    | 46 s            |
| 8  | Thomas De Gendt      | Belgique   | Vacansoleil-DCM              |    | 46 s            |
| 9  | Michele Scarponi     | Italie     | Lampre-ISD                   |    | 46 s            |
| 10 | John Gadret          | France     | AG2R La Mondiale             |    | 46 s            |

## Classement général
|    | Coureur            | Pays     | Équipe              |    | Temps            |
| -- | ------------------ | -------- | ------------------- | -- | ---------------- |
| 1  | Ryder Hesjedal     | Canada   | Garmin-Barracuda    | en | 59 h 55 min 28 s |
| 2  | Joaquim Rodríguez  | Espagne  | Katusha             | +  | 9 s              |
| 3  | Paolo Tiralongo    | Italie   | Astana              |    | 41 s             |
| 4  | Sandy Casar        | France   | FDJ-BigMat          |    | 1 min 05 s       |
| 5  | Ivan Basso         | Italie   | Liquigas-Cannondale |    | 1 min 06 s       |
| 6  | Roman Kreuziger    | Tchéquie | Astana              |    | 1 min 07 s       |
| 7  | Beñat Intxausti    | Espagne  | Movistar            |    | 1 min 07 s       |
| 8  | Rigoberto Urán     | Colombie | Sky                 |    | 1 min 19 s       |
| 9  | Michele Scarponi   | Italie   | Lampre-ISD          |    | 1 min 20 s       |
| 10 | Domenico Pozzovivo | Italie   | Colnago-CSF Inox    |    | 1 min 21 s       |

## Classements annexes

### Classement par points
|   | Cycliste           | Pays        | Équipe           | Points |
| - | ------------------ | ----------- | ---------------- | ------ |
| 1 | Mark Cavendish     | Royaume-Uni | Sky              | 106    |
| 2 | Joaquim Rodríguez  | Espagne     | Katusha          | 64     |
| 3 | Domenico Pozzovivo | Italie      | Colnago-CSF Inox | 53     |

### Classement du meilleur grimpeur
|   | Cycliste             | Pays     | Équipe                       | Points |
| - | -------------------- | -------- | ---------------------------- | ------ |
| 1 | Michał Gołaś         | Pologne  | Omega Pharma-Quick Step      | 34     |
| 2 | Jan Bárta            | Tchéquie | NetApp                       | 24     |
| 3 | Miguel Ángel Rubiano | Colombie | Androni Giocattoli-Venezuela | 24     |

### Classement du meilleur jeune
|   | Cycliste       | Pays     | Équipe              |    | Temps            |
| - | -------------- | -------- | ------------------- | -- | ---------------- |
| 1 | Rigoberto Urán | Colombie | Sky                 | en | 59 h 56 min 47 s |
| 2 | Sergio Henao   | Colombie | Sky                 | +  | 20 s             |
| 3 | Damiano Caruso | Italie   | Liquigas-Cannondale |    | 1 min 37 s       |

### Classement par équipes

#### Classement au temps
|   | Équipe              | Pays       |    | Temps             |
| - | ------------------- | ---------- | -- | ----------------- |
| 1 | Movistar            | Espagne    | en | 178 h 32 min 01 s |
| 2 | Astana              | Kazakhstan | +  | 5 min 19 s        |
| 3 | Liquigas-Cannondale | Italie     |    | 5 min 55 s        |

#### Classement aux points
|   | Équipe            | Pays        | Points |
| - | ----------------- | ----------- | ------ |
| 1 | Garmin-Barrcuda   | États-Unis  | 234    |
| 2 | Sky               | Royaume-Uni | 203    |
| 3 | RadioShack-Nissan | Luxembourg  | 187    |

## Abandons
- Arnaud Démare (FDJ-BigMat) : abandon
- Matthew Goss (Orica-GreenEDGE) : non-partant
- Juan José Haedo (Saxo Bank) : non-partant
- Brett Lancaster (Orica-GreenEDGE) : non-partant
- Mark Renshaw (Rabobank) : non-partant